# THE BEST OF DETECTIVE CONAN ～名侦探柯南 主题曲集～
《THE BEST OF DETECTIVE CONAN ～名侦探柯南 主题曲集～》（日语：THE BEST OF DETECTIVE CONAN ～名探偵コナン テーマ曲集～）是改编自日本漫画家青山刚昌原作《名侦探柯南》的同名电视动画《名偵探柯南》的第1张主题曲合辑。由ZAIN RECORDS於2001年11月29日发行。

## 專輯概述
此專輯發行首周獲得日本Oricon公信榜專輯單週排行榜第7位，於發行第8週獲得亞軍之位，共連續11週進入該排行榜前十位，累計銷量突破100萬，並最終憑藉104.7萬的銷量獲得日本Oricon公信榜專輯年度排行榜22位。
此專輯收錄《名偵探柯南》動畫第3、4、6-8首片头曲，第3-10首片尾曲，第2-4部劇場版主題曲等16首歌曲。然而第5首片頭曲《TRUTH～A Great Detective of Love～》的演唱者TWO-MIX在啟用做片頭曲時並非Being的旗下藝人，因版權的問題無法收錄在專輯中（當時動畫的歌曲工作已經由Being負責，而製作發行此專輯的ZAIN RECORDS是Being旗下的唱片公司）。
專輯的第2首歌曲《轉動命運之輪》經過多次編曲，動畫播出版本（共兩種）、單曲版、專輯版均不同；在專輯製作時原定收錄單曲版本，後改為收錄專輯版本。動畫第113-123集播放的版本被收錄在ZARD的《ZARD Album Collection～20TH ANNIVERSARY～》的《PREMIUM DISC》中，而動畫97-112集播放的版本始終未能商品化。 
專輯中的第3首歌曲《極限chop》和第15首歌曲《ONE》均是單曲版本首次收錄在專輯中，此前《極限chop》收錄在B'z於1999年發行的專輯《Brotherhood》中的是參與了Mr. Big成員的專輯版本，直到B'z於2005年發行的精選集《B'z The Best "Pleasure II"》中，和於2008年發行的精選集《B'z The Best "ULTRA Treasure"》中，這兩首歌曲才首次收錄在B'z的專輯中。

## 收录曲目
| 曲序 | 曲目                        |          | 作曲       | 编曲              | 歌手               | 时长 |
| ---- | --------------------------- | -------- | ---------- | ----------------- | ------------------ | ---- |
| 1.   | 謎                          | 小松未步 | 小松未步   | 古井弘人          | 小松未步           | 4:38 |
| 2.   | 轉動命運之輪 （運命のルーレット廻して）           | 坂井泉水 | 栗林誠一郎 | 池田大介          | ZARD               | 5:15 |
| 3.   | 極限chop （ギリギリchop）   | 稻葉浩志 | 松本孝弘   | 松本孝弘 稻葉浩志 | B'z                | 4:02 |
| 4.   | Mysterious Eyes             | AZUKI七  | 中村由利   | 古井弘人          | GARNET CROW        | 4:30 |
| 5.   | 恋爱是惊险、冲击、悬疑 （恋はスリル、ショック、サスペンス） | 愛內里菜 | 大野愛果   | 尾城九龍          | 愛内里菜           | 4:56 |
| 6.   | 光與影的浪漫 （光と影のロマン）           | 宇德敬子 | 宇德敬子   | 池田大輔          | 宇德敬子           | 4:49 |
| 7.   | 沒有你的夏天 （君がいない夏）           | 小松未步 | 小松未步   | 池田大介          | DEEN               | 4:24 |
| 8.   | 唯一的祈愿 （願い事ひとつだけ）             | 小松未步 | 小松未步   | 古井弘人          | 小松未步           | 4:43 |
| 9.   | 如履薄冰 （氷の上に立つように）               | 小松未步 | 小松未步   | 古井弘人          | 小松未步           | 3:56 |
| 10.  | Still for your love         | 三好真美 | 三好誠     | 古井弘人 三好誠   | rumania montevideo | 4:24 |
| 11.  | Free Magic                  | AZUKI七  | 三好誠     | 古井弘人          | WAG                | 4:00 |
| 12.  | Secret of my heart          | 倉木麻衣 | 大野愛果   | Cybersound        | 倉木麻衣           | 4:26 |
| 13.  | 夏之幻 （夏の幻）                 | AZUKI七  | 中村由利   | 古井弘人          | GARNET CROW        | 3:58 |
| 14.  | 仿佛回到少女時代 （少女の頃に戻ったみたいに）       | 坂井泉水 | 大野愛果   | 池田大介          | ZARD               | 5:10 |
| 15.  | ONE                         | 稻葉浩志 | 松本孝弘   | 松本孝弘 稻葉浩志 | B'z                | 4:09 |
| 16.  | 因為有你 （あなたがいるから）               | 小松未步 | 小松未步   | 池田大介          | 小松未步           | 4:37 |

## 備註
1. ↑  .   [2017-10-30]. （原始内容存档于2016-04-10）.
2. ↑  .   [2017-10-30]. （原始内容存档于2007-05-17）.
3. ↑  後來與《金田一少年之事件簿》達成一時交換的「特技的商業交涉」。
4. ↑  3rd片头曲（1997/04/07～1998/03/23）
5. ↑  4th片头曲（1998/04/13～1998/11/09）
6. ↑  6th片头曲（1999/05/03～1999/11/08）
7. ↑  7th片头曲（1999/11/15～2000/08/21）
8. ↑  8th片头曲（2000/08/28～2001/04/16）
9. ↑  3rd片尾曲（1997/03/17～1997/08/04）
10. ↑  4th片尾曲（1997/08/11～1997/12/01）
11. ↑  5th片尾曲（1997/12/08～1998/07/06）
12. ↑  6th片尾曲（1998/07/13～1999/01/18）
13. ↑  7th片尾曲（1999/01/25～1999/07/12）
14. ↑  8th片尾曲（1999/07/19～2000/02/07）
15. ↑  9th片尾曲（2000/02/14～2000/08/21）
16. ↑  10th片尾曲（2000/08/28～2000/12/18）
17. ↑  劇場版M2《名偵探柯南：第十四號獵物》主題曲
18. ↑  劇場版M3《名侦探柯南：世纪末的魔术师》主題曲
19. ↑  劇場版M4《名偵探柯南：瞳孔中的暗殺者》主題曲